# ガイウス・アティリウス・レグルス
ガイウス・アティリウス・レグルス（ラテン語: Gaius Atilius Regulus、生没年不詳）は、紀元前3世紀中期から後期の共和政ローマの政治家・軍人。紀元前225年に執政官（コンスル）を務めた。

## 出自
プレブス（平民）であるアティリウス氏族の出身。第一次ポエニ戦争でカルタゴの捕虜となった英雄マルクス・アティリウス・レグルスは父、紀元前294年の執政官マルクス・アティリウス・レグルスは祖父である。兄のマルクス・アティリウス・レグルスは紀元前227年と紀元前217年に執政官を務めている。第一次ポエニ戦争中に二度執政官を務めたガイウス・アティリウス・レグルス・セッラヌスは叔父である。
父マルクスは紀元前250年までには死亡しているが、死因に関しては議論がある（現在の歴史家はカルタゴによる拷問死というのは、ローマのプロパガンダと考えている）。母のマルキアは復讐として二人のカルタゴ人捕虜を拷問して殺害したとされる。マルクスは和平交渉のために仮釈放され一旦ローマに戻ったが、徹底抗戦を主張した後にカルタゴに戻っている。ティトゥス・リウィウスは、このとき彼には少なくとも2人の男子と1人の女子がいたと述べている。
なお、レグルス本人に妻があったのか、また子供がいたのかは不明である。この後アティリウス・レグルス家の人間は歴史に登場していない。

## 経歴
レグルスは紀元前225年に執政官に就任。同僚のパトリキ執政官はルキウス・アエミリウス・パプスであった。レグルスはサルディニアの反乱に対処するために派遣され、短期間で鎮圧することに成功した。その後、パプスに協力してガリア人と戦うためイタリアに戻り、テラモンの戦いが発生する。
ガリア人がエトルリアに侵入したとの知らせを受け、レグルスは急遽イタリアに戻ることとした。レグルスは同僚執政官のパプスの到着を待たず、自身が率いる軍のみでガリア軍に対することとした。それによって勝利に対するより大きな名誉を得ることを期待したのである。しかし、彼の計画はローマ軍騎兵がより経験豊富なガリア騎兵に遭遇し、これを駆逐できなかったため挫折した。
ポリュビオスは以下のように記述している。
ガリア軍は、パプスの騎兵が側面を迂回しようとしていると考え、最初はこの動きを無視していたが、新たなローマ軍が到着していたことを知ると、主力部隊を丘に向けた。これを知ったパプスも救援の騎兵を派遣した。
レグルスの死にも関わらず、彼の士官たちは動揺しなかった。彼らはレグルス無しでも戦いを続け、丘を確保した。最終的には四万のガリア兵が戦死し、また一万が捕虜となった。生き残った執政官パプスは、その勝利の栄誉を得、凱旋式を実施した。

## 参考資料

### 古代の資料
- カピトリヌスのファスティ
- ポリュビオス『歴史』

 この記事には現在パブリックドメインである次の出版物からのテキストが含まれている: Smith, William, ed. (1870). "Regulus, Atilius (6)". Dictionary of Greek and Roman Biography and Mythology (英語). Vol. 3. pp. 644–45.